# Chen Tuan
Chen Tuan (陳摶), né en 871 et mort en 989, était un sage reconnu du taoïsme. Venant de la province du Henan, il pratiquait les exercices de souffle et le jeûne[réf. souhaitée]. Il avait pour nom social Tunan 圖南 et se surnommait Fuyaozi 扶搖子, Baiyun xiansheng 白雲先生 "Nuage blanc", ou Xiyi xiansheng 希夷先生 "celui qui ne voit ni n'entend rien". Promoteur d'un qigong du sommeil, il est aussi appelé Ermite dormant. Appelé à la cour par l’empereur Shizong des Zhou postérieurs, qui voulait se renseigner sur les secrets de l'alchimie taoïste et l'immortalité, Chen Tuan lui répondit qu’il ferait mieux de se renseigner sur l’art de gouverner. Expert du livre Yi Jing, il a influencé le néoconfucianisme.